# Porcellio longipennis
Porcellio longipennis är en kräftdjursart som beskrevs av Gustav Budde-Lund 1885. Porcellio longipennis ingår i släktet Porcellio och familjen Porcellionidae. Inga underarter finns listade i Catalogue of Life.